# 罗菲 (歌手)
罗菲（1981年8月21日—），女，原中国铁路文工团歌舞团歌唱演员、女高音歌手。自2005年到2011年长期为中华人民共和国铁道部运输局局长張曙光的情妇，事业一路青云直上，张曙光落马之后被牵扯入案，并且被审判和判刑。

## 生平
2005年底，罗菲结识刚升任中华人民共和国铁道部运输局局长的張曙光，张曙光很喜欢罗菲。当时，张曙光的妻子和儿女早已经移民美国，张曙光自己在国内做“裸官”。
2007年，张曙光为罗菲花费280万在北京市买了房子。2008年11月5日，张曙光邀请罗菲在山西省运城市演出。2009年1月25日，罗菲在Z67次列车上慰问并且唱歌；5月2日，中国铁路文工团在贺州大会堂演出，罗菲、肖大可、张祺龙一同上台演唱。2010年，罗菲代表中国铁路文工团参加青歌赛。
为了讨好张曙光和罗菲，多名商人对他们行贿。其中之一是广州中车铁路机车车辆销售租赁有限公司总裁杨建宇，2007年至2011年1月间，杨建宇在罗菲身上花费50多万元购买名车名表，并且给罗菲安排在自己企业挂职不工作每月领工资1.6万元人民币。
2011年6月13日，罗菲因涉嫌受贿罪被北京市公安局昌平分局监视居住。2011年6月24日，罗菲被北京市公安局东城分局刑事拘留。2012年1月，罗菲被北京市东城区人民检察院取保候审。2013年8月，北京市东城区人民检察院以涉嫌受贿罪对罗菲提起公诉。此后，检方将罗菲的罪名由受贿罪变更为掩饰、隐瞒犯罪所得罪。2013年11月7日，罗菲在北京市第二中级人民法院出庭受审，北京市人民检察院第二分院指控罗菲犯有掩饰、隐瞒犯罪所得罪。北京市第二中级人民法院经审理，改变了检察院指控的罪名，认定罗菲构成受贿罪，于2014年12月2日一审判处有期徒刑5年，宣判后罗菲即由取保候审状态转为收监。宣判后，罗菲不服判决，向北京市高级人民法院提起上诉。2015年4月20日，北京高院二审宣判，驳回上诉并维持原判。
2017年9月13日，罗菲被北京市第一中级人民法院减刑八个月，刑期至2018年7月5日止。

## 作品
- 《我们就是中国》
- 《中國頌》